# Метание веса

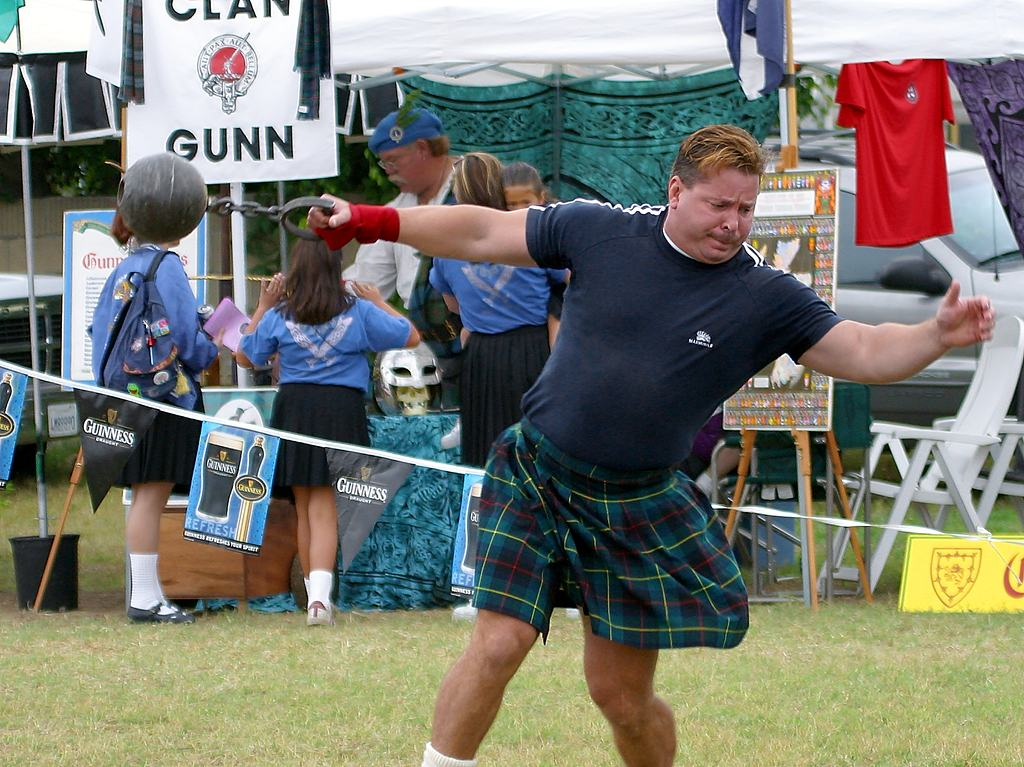
Метание веса на кельтском фестивале 2002 года.

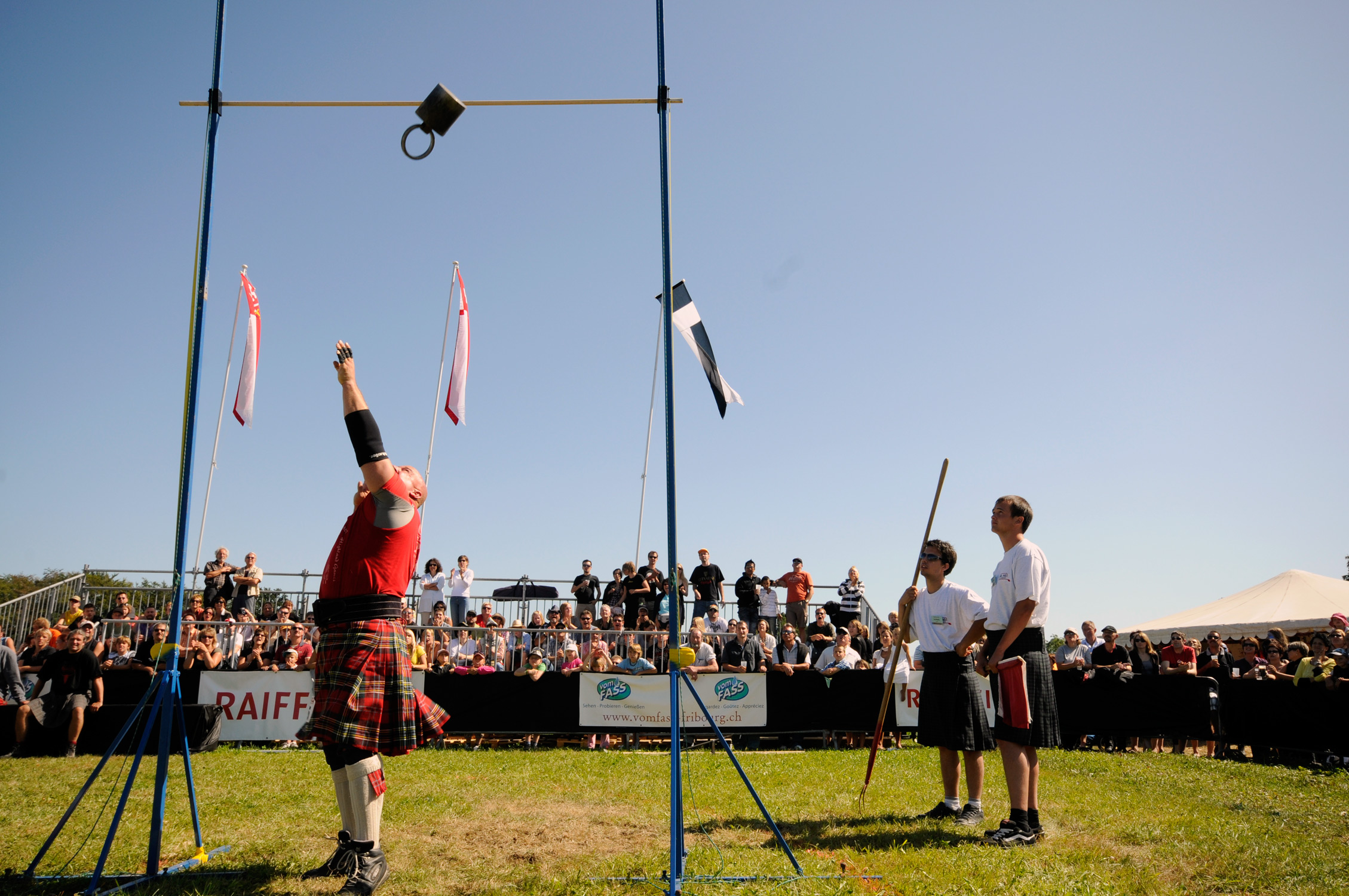
Метание веса в высоту.

Метание веса — дисциплина лёгкой атлетики. Представляет собой метание груза весом 56 фунтов (25,4 кг), который бросают из круга для метания молота.
На летних Олимпийских играх 1904 года в Сент-Луисе (США) и 1920 года в Антверпене (Бельгия) этот вид входил в программу соревнований. На Олимпиаде 1904 года в соревнованиях приняли участие 6 атлетов, представлявших США и Канаду. Олимпийским чемпионом стал канадец Этьен Демарто с результатом 10,465 м. На Олимпиаде 1920 года в этой дисциплине выступало 12 атлетов, представлявших Канаду, США, Финляндию и Швецию. Победителем стал американец Патрик Макдональд (11,265 м).
В 1914 году соревнования по метанию веса прошли в рамках 20-го всероссийского чемпионата по тяжёлой атлетике в Петрограде.
В 1975 году единственный раз в истории этих соревнований метание веса было частью программы чемпионата СССР по лёгкой атлетике в помещении. Чемпионом страны в этой дисциплине стал Алексей Малюков с результатом 22,58 м. Серебро и бронзу завоевали Алексей Спиридонов (22,58 м) и Валерий Валентюк (22,42 м) соответственно.
По состоянию на 2012 год официальных соревнований по метанию веса не проводилось. Дисциплина является одним из элементов подготовки метателей молота. Метания веса на дальность и высоту являются видами соревнований Игр горцев.
Международная федерация лёгкой атлетики фиксирует высшие мировые достижения по метанию веса (35 фунтов (15,89 кг) у мужчин и 20 фунтов (9 кг) у женщин) в помещении. По состоянию на 2023 год они принадлежат спортсменам из США Лэнсу Дилу (25,86 м, установлено 4 марта 1995 года) и Деанне Прайс (26,02 м, установлено 17 февраля 2023 года).